# Marianne Gary-Schaffhauser
Marianne Gary-Schaffhauser (19 juillet 1903 - 3 novembre 1992), est une compositrice autrichienne.

## Biographie
Marianne Gary-Schaffhauser nait à Vienne en 1903. Son père est Hofrat Franz Rudolf Gary (1875-1957) et sa mère Franziska Gary b. Stüber (1879-1957). Maria Gary grandit à Vienne avec son frère Franz Gary (* 1905).
Elle étudie le chant, l'orgue avec Karl Walter (de) et la composition avec Alfred Uhl à l'Académie de Vienne. Elle étudie ensuite l'allemand à l'Université de Vienne et obtient un doctorat. Après avoir terminé ses études, elle enseigne en tant que professeur d'allemand et d'histoire, mais prend sa retraite en 1948 pour composer, la défaite allemande ayant probablement joué dans cette décision. 
Elle était mariée au directeur de l'école Franz Schaffhauser (1897-1983).

## Œuvres
Maria Gary a principalement composé de la musique de chambre, de la musique vocale et chorale et quelques œuvres pour piano et orgue.
- Oratorium von Leid und Heldentum der Ungenannten, pour solistes, chœur et orchestre
- Concerto pour violoncelle (1957)
- Concerto pour piano (1966)
- Suite de danses pour orchestre (1967)